# گورنگا لوپوشنگا
گورنگا لوپوشنگا (به صربی: Gornja Lopušnja) یک روستا در صربستان است که در ولاسوتینتسه واقع شده‌است. گورنگا لوپوشنگا ۶۷ نفر جمعیت دارد.